# Beauvois
För andra betydelser, se Beauvois (olika betydelser).
Beauvois är en kommun i departementet Pas-de-Calais i regionen Hauts-de-France i norra Frankrike. Kommunen ligger i kantonen Saint-Pol-sur-Ternoise som tillhör arrondissementet Arras. År 2022 hade Beauvois 133 invånare.

## Befolkningsutveckling
Antalet invånare i kommunen Beauvois
| Referens: INSEE |